# Stenbrohult
Stenbrohult är kyrkby i Stenbrohults socken i Älmhults kommun i Kronobergs län.
Stenbrohult är belägen ungefär mitt i socknen, i ett område vid Möckelns östra strand. Här ligger Stenbrohults kyrka, prästgården, kyrkstallar, några bondgårdar och några villor. I komministerbostället Råshult är Carl von Linné född. Stenbrohults naturreservat ligger vid orten